# Tappeto volante (album)
Tappeto volante è un album degli Aktuala pubblicato nel 1976

## Tracce
Brani composti dagli Aktuala, eccetto dove indicato.
Lato A
1. Churinga – 0:48 – Churinga-strumento a rotazione aerea degli aborigeni australiani.
2. Ugula Baliué African Planet – 5:25 – Registrato al Mulino, Villa di Baggio, Pistoia, il 18 ottobre 1975
3. Ohnedaruth (Dedicato a John Coltrane) – 3:25 – Registrato al Mulino, Villa di Baggio, Pistoia, il 18 ottobre 1975
4. Il ritmo del cammello – 3:03 – Registrato a Tiznit, Marocco, nel corso di una festa, ottobre 1974
5. Hare – 2:23 (Fabrizio Cassano) – Registrato al Mulino, giovedì 29 gennaio 1976
6. Mr. Trilok – 2:38 – Registrato al Mulino, Villa di Baggio, Pistoia, il 18 ottobre 1975
7. Chitarra e piffero – 2:30 – Registrato al Mulino nel gennaio 1976

Durata totale: 20:12
Lato B
1. Echo raga – 3:09 – Registrato a casa di Claudio Rocchi nel dicembre 1974
2. Mediterraneo – 2:15 – Registrato al Mulino, Villa di Baggio, Pistoia, il 18 ottobre 1975
3. Flash – 3:40 – Registrato a Milano il 27 gennaio 1976 (frammento di improvvisazione libera)
4. Waruna – 7:35 – Registrato al Mulino, Villa di Baggio, Pistoia, il 18 ottobre 1975
5. Aksak (Zoppo) – 2:43 – Registrato al Mulino, Villa di Baggio, Pistoia, il 18 ottobre 1975
6. Nettuno dio del mare – 1:25

Durata totale: 20:47

## Musicisti
Churinga
- Walter Maioli - churinga

Ugula Baliué African Planet / Ohnedaruth (Dedicato a John Coltrane) / Mr. Trilok / Mediterraneo / Aksak (Zoppo)
- Walter Maioli - flauto canna semitraverso (ney), armonica bassa, trunfa, richiami, sil-sil, semi, lance, ciondolo di cane
- Antonio Cerantola - chitarra con corde in acciaio e seta
- Marjon Klok - arpa, tamboura, sil-sil, raschiatore, cambali
- Kela Rangoni Machiavelli - zanza (african piano), tamboura, maracas, semi, campanelli
- Trilok Gurtu - tabla, tamburo con pelle di serpente, sil-sil, wood block, piatti (zildjan cymbal)

Il ritmo del cammello
- Walter Maioli - flauto del deserto
- Daniele Cavallanti - derbuka
- Roberto Meazza - tarija
- Due percussionisti marocchini - bandir (tamburo di pelle di cammello)

Hare
- Fabrizio Cassano - sitar
- Daniele Cavallanti - dolak

Chitarra e piffero
- Walter Maioli - piffero
- Antonio Cerantola - chitarra

Echo raga
- Walter Maioli - flauto canna semitraverso (ney)
- Daniele Cavallanti - sassofono soprano
- Claudio Rocchi - tastiere, echo revox

Flash
- Daniele Cavallanti - sassofono soprano
- Roberto Del Piano - basso
- Filippo Monico - batteria

Nettuno dio del mare
- Walter Maioli - tritone marino, zampogna indiana[2]